# Kasteel van Oberhofen
Het kasteel van Oberhofen (Duits: Schloss Oberhofen) bevindt zich in Oberhofen am Thunersee, in het kanton Bern in Zwitserland. Het kasteel ligt aan de oevers van de Thunersee.

## Geschiedenis
Het donjon van het kasteel dateert uit de 12e eeuw, terwijl andere delen van het kasteel, waaronder de kapel, stammen uit de 15e eeuw. Sinds de 19e eeuw zijn er in het kasteel tevens glasraamwerken van Ludwig Stantz te zien. Het meest herkenbare punt van dit kasteel is het kleine torentje dat in de Thunersee staat.
Het kasteel behoorde oorspronkelijk toe aan Walter IV van Eschenbach. Zijn eigendommen werden echter geconfisqueerd na de moord op de Heilig Roomse keizer Albrecht I in 1308. Gedurende de 14e eeuw behoorde het kasteel toe aan de Habsburgers. Ten tijde van de Confederatie van de VIII kantons werd het kasteel bezet door Bernse Geconfedereerden, na hun overwinning in de Slag bij Sempach (1386). Vervolgens behoorde het kasteel toe aan de familie de Scharnachtal en de familie d'Erlach, tot in 1651. Vanaf dan tot aan de Franse inval in 1798 deed het kasteel dienst als zetel van de lokale baljuw. In deze periode werden er ook barokke elementen toegevoegd aan het kasteel. Ten tijde van de Helvetische Republiek, in 1801, kwam het kasteel in privéhanden terecht. Na de Eerste Wereldoorlog werd het kasteel eigendom van een Amerikaan. Sinds 1954 wordt er in het kasteel een deel van de collectie van het Bernisches Historisches Museum van Bern getoond.

## Galerij

Kasteel van Oberhofen
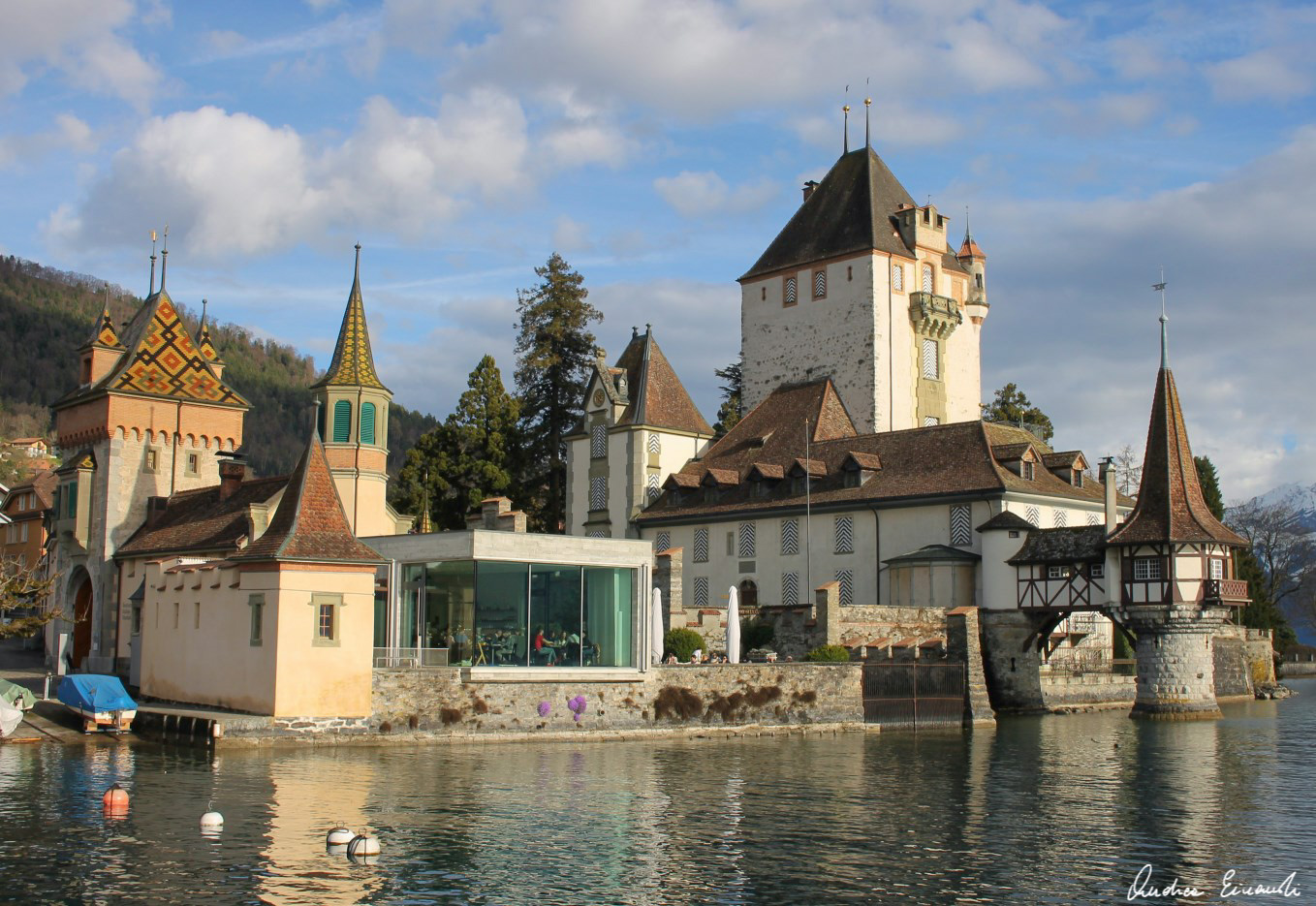
Het kasteel.
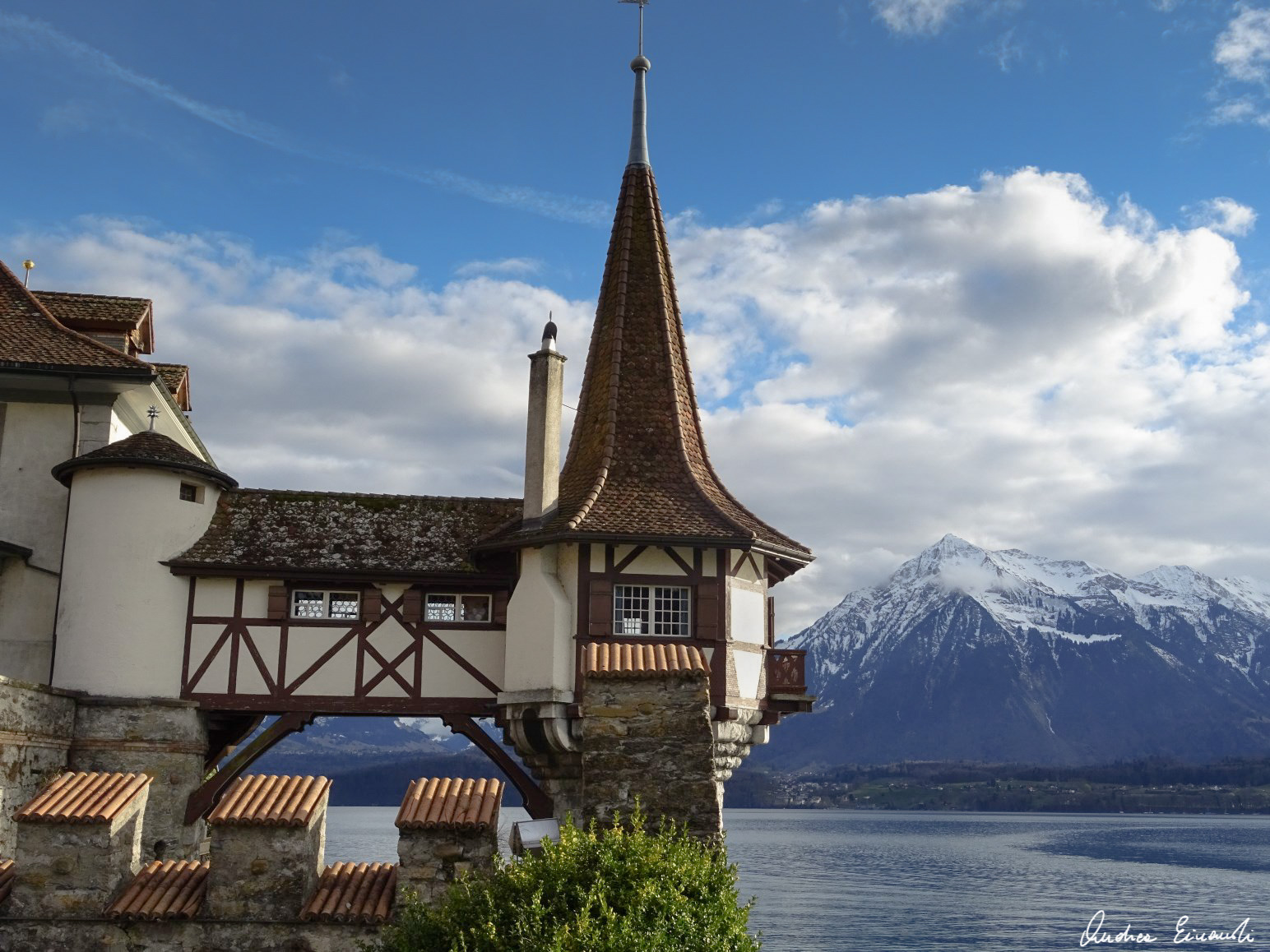
Het torentje in de Thunersee.
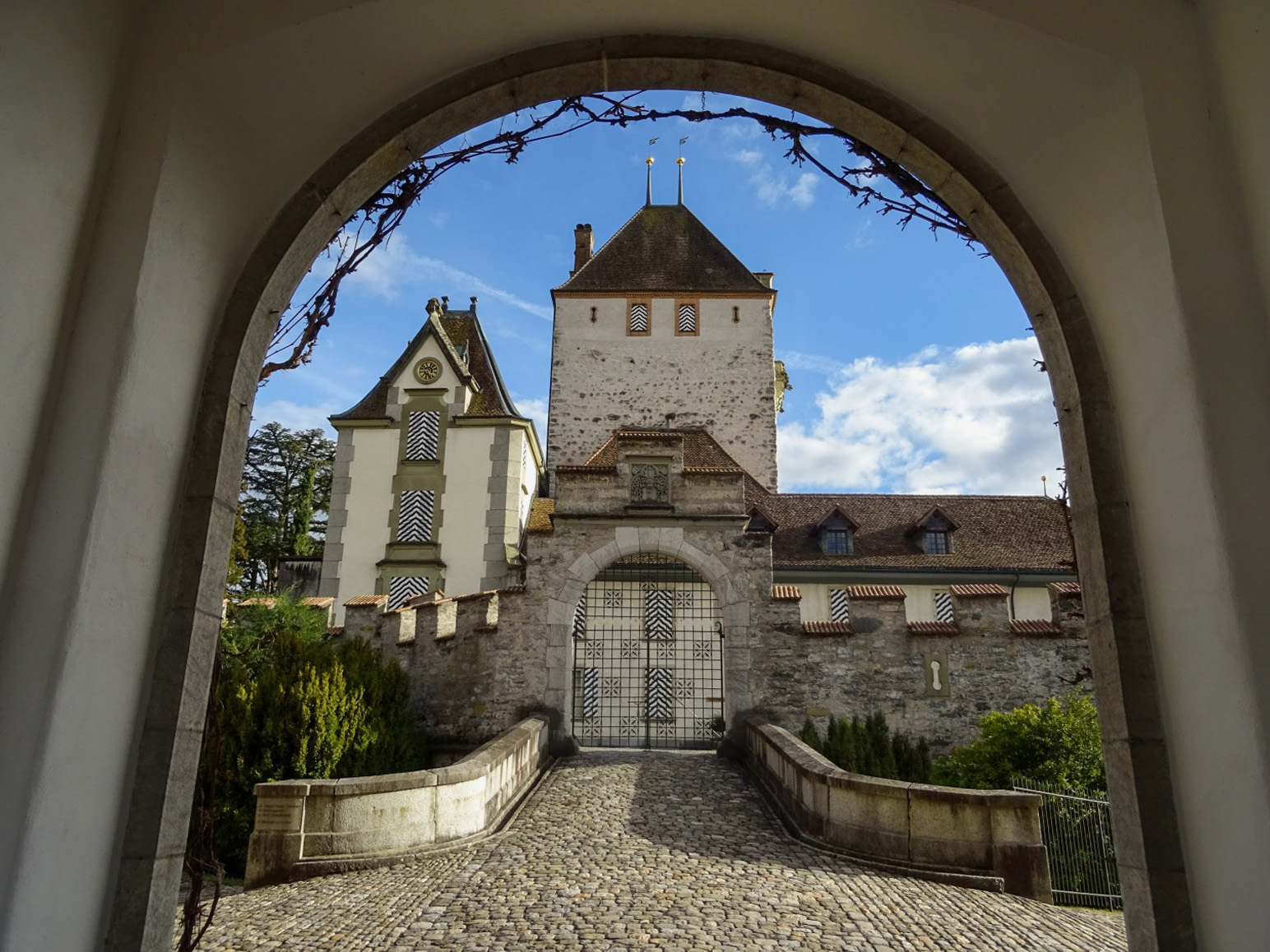
De toegangspoort.
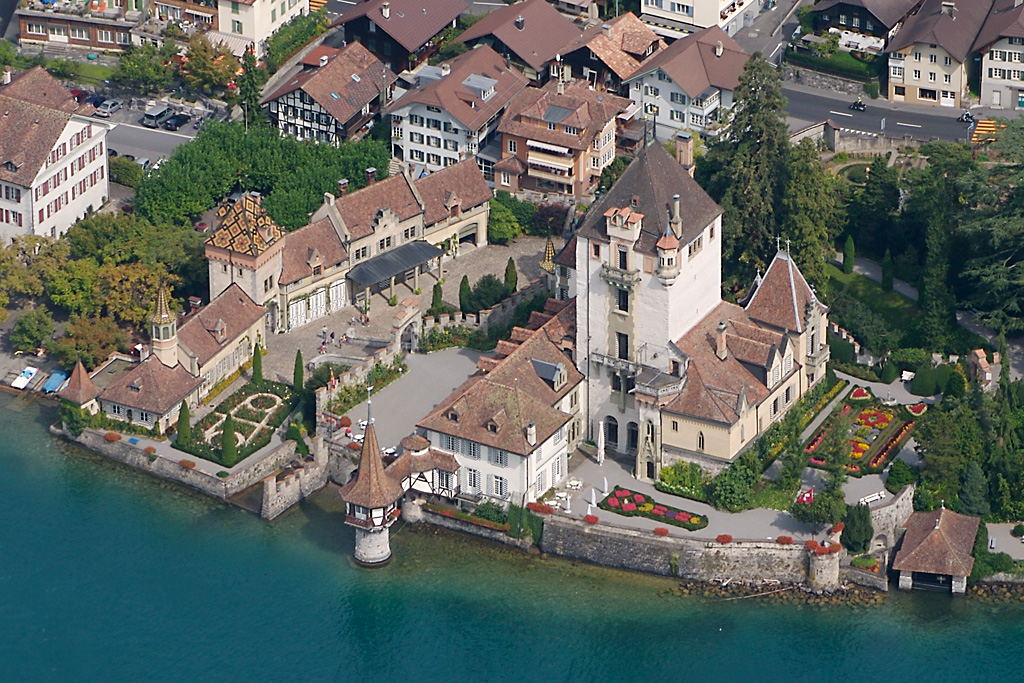
Luchtbeeld uit 2006.